# Дурная кровь (Секретные материалы)
«Дурная кровь» (англ. «Bad Blood») — 12-й эпизод 5-го сезона сериала «Секретные материалы». Премьера состоялась 22 февраля 1998 года на телеканале FOX. Эпизод принадлежит к типу «монстр недели» и никак не связан с основной «мифологией сериала», заданной в первой серии. Режиссёр — Клифф Боул, автор сценария — Винс Гиллиган, приглашённые звёзды — Митч Пиледжи, Люк Уилсон, Патрик Ренна.
В США серия получила рейтинг домохозяйств Нильсена, равный 12,0, который означает, что в день выхода серию посмотрели 19,25 миллиона человек.
Главные герои серии — Фокс Малдер (Дэвид Духовны) и Дана Скалли (Джиллиан Андерсон), агенты ФБР, расследующие сложно поддающиеся научному объяснению преступления, называемые Секретными материалами.

## Сюжет
В данном эпизоде Малдер и Скалли расследуют предполагаемый случай вампиризма в небольшом городке в Техасе. Агенты должны представить отчет Скиннеру, однако они не могут этого сделать, потому что по-разному объясняют, как события подошли к тому, как Малдер забил 16-летнему подростку осиновый кол в сердце, хотя его клыки, которые Малдер привел в доказательства вампирской сущности подростка, оказались фальшивыми...